# Cyberfeminisme
Cyberfeminisme er en gren af feminisme der beskæftiger sig med cyberspace, ny teknologi og internettet ud fra et feministisk perspektiv.
Cyberfeminisme er ikke en fast defineret ideologi og indeholder mange forskellige perspektiver der både er kritiske og positive overfor digital kultur, internettets potentiale og moderne teknologis indvirkning på køn, krop og seksualitet.

## Historie
Begrebet cyberfeminisme blev opfundet i 1994 af Sadie Plant, der var leder af Cybernetic Culture Research enheden ved Universitetet i Warwick, England. Sadie Plant mente at internettet og kvinder minder om hinanden; ikke-lineære, selvreplikerende og optagede af at netværke og kommunikere.
En afgørende inspiration for tidligere cyberfeminister var Donna Harraways Essay A Cyborg Manifesto, hvor hun kritiserede traditionel feminisme rigide kategorier og hyldede cyborgen som et feministisk ikon og værktøj til frigørelse.
Andre eksempler på tidlige, cyberfeministiske værker er kunstnergruppen VNS Matrix Cyberfeministiske Manifest for det 21. Århundrede.
Den tidlige cyberfeminisme så cyberspace som et utopisk sted, hvor man kunne frigøre sig fra snævre kønsroller og sociale konstruktioner af køn. Mange opfattede teknologi som et redskab til at opløse kønsidentitet og blande kroppen sammen med maskiner.
Nu hvor vi ikke længere taler om cyberspace, men internettet, er den cyberfeministiske tradition også blevet mere kritisk og mindre entydigt utopisk og optimistisk omkring den teknologiske udviklings potentiale for at forandre verden til det bedre.